# كلية أعمال

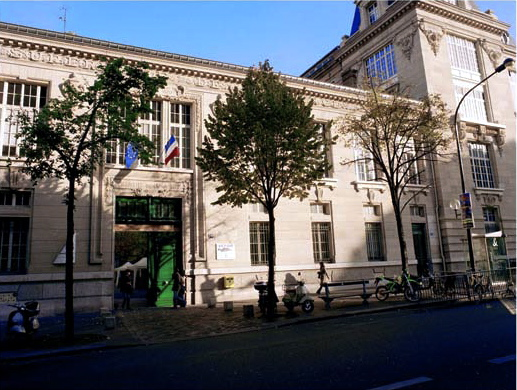

مدرسة الأعمال هي مؤسسة على المستوى الجامعي تمنح درجات علمية في إدارة الأعمال. تدرس مواضيع مثل المحاسبة والإدارة والاقتصاد والتمويل ونظم المعلومات والتسويق والسلوك التنظيمي والعلاقات العامة والاستراتيجية وإدارة الموارد البشرية والأساليب الكمية.